# Municipio de Neville
El municipio de Neville (en inglés: Neville Township) es un municipio ubicado en el condado de Allegheny en el estado estadounidense de Pensilvania. En el año 2000 tenía una población de 1.232 habitantes y una densidad poblacional de 357.7 personas por km².

## Geografía
El municipio de Neville se encuentra ubicado en las coordenadas 40°30′21″N 80°06′33″O / 40.50583, -80.10917.

## Demografía
Según la Oficina del Censo en 2000 los ingresos medios por hogar en la localidad eran de $30,625 y los ingresos medios por familia eran $44,083. Los hombres tenían unos ingresos medios de $31,827 frente a los $26,838 para las mujeres. La renta per cápita para la localidad era de $19,630. Alrededor del 9,7% de la población estaban por debajo del umbral de pobreza.